# 明日はきっといい日になる
「明日はきっといい日になる」（あしたはきっといいひになる）は、日本の男性シンガーソングライター・高橋優の楽曲。メジャー12枚目（通算13枚目）のシングルとして、2015年6月10日にワーナーミュージック・ジャパンから発売された。
後に女性シンガーソングライター・Rihwaがカバーし、同年9月10日よりショートバージョンが配信限定でリリースされ、2016年1月1日にフルバージョンが彼女のメジャー8枚目（通算11枚目）のシングルとしてトイズファクトリーから発売された。本稿では両方について記述する。

## 高橋優による原曲
前作「太陽と花」から約1年ぶりとなるシングル。
2015年3月28日に秋田県民会館で開催されたツアー「高橋優LIVE TOUR 2014-2015『今、そこにある明滅と群生』」最終公演で、ベストアルバムと共にリリースを発表した楽曲。
MVは高橋が自ら監督を務めている。このことについて高橋は「映像制作には以前からとても興味があったので、後悔のないように全力で取り組みたいと思います」と話している。
シングルは初回限定盤と通常盤の2種類がリリース。初回限定盤には、2014年夏に開催された野外ライブイベント「SPACE SHOWER TV 25TH ANNIVERSARY SWEET LOVE SHOWER 2014」に高橋が出演した際の映像を収録したDVDが付属する。カップリング曲には新曲「ミラー」と、フジテレビ系バラエティ番組『オモクリ監督 〜O-Creator's TV show〜』主題歌として書き下ろされた「オモクリ監督〜9時過ぎの憂鬱を蹴飛ばして〜」の2曲が収録された。
2017年3月22日よりJR秋田駅の発車メロディに使用されている（在来線・新幹線）。
2017年4月13日より、秋田県庁の県政テレビ番組（広報番組）「あきたびじょんNEXT」のテーマ曲に使用されている。

### 収録曲（高橋優）
| 全作詞・作曲: 高橋優。 | |        |            |      |
| #                      | タイトル | 作詞   | 作曲・編曲 | 時間 |
| 1.                     | 「明日はきっといい日になる」(ダイハツ工業『キャスト アクティバ』CMソング / サンスター『G・U・M』CMソング)       | 高橋優 | 高橋優     | 4:52 |
| 2.                     | 「ミラー」 | 高橋優 | 高橋優     | 3:47 |
| 3.                     | 「オモクリ監督〜9時過ぎの憂鬱を蹴飛ばして〜」(フジテレビ系『オモクリ監督 〜O-Creator's TV show〜』テーマソング) | 高橋優 | 高橋優     | 3:41 |
| 合計時間:              | 合計時間: | 12:20  |            |      |

| #  | タイトル                                                                                   | 作詞 | 作曲・編曲 |
| -- | ------------------------------------------------------------------------------------------ | ---- | ---------- |
| 1. | 「(Where's)THE SILENT MAJORITY?」(SPACE SHOWER TV 25TH ANNIVERSARY SWEET LOVE SHOWER 2014) |      |            |
| 2. | 「泣ぐ子はいねが」(SPACE SHOWER TV 25TH ANNIVERSARY SWEET LOVE SHOWER 2014)                |      |            |
| 3. | 「同じ空の下」(SPACE SHOWER TV 25TH ANNIVERSARY SWEET LOVE SHOWER 2014)                    |      |            |

### 収録アルバム
- 高橋優 BEST 2009-2015 『笑う約束』 (#1)
- 来し方行く末 (#5)

## Rihwaによるカバー
高橋の原曲がCMソングとして用いられているダイハツ『キャスト』の新バージョンのCMソングとしてカバーされた。原曲が用いられているCMも引き続き放送されており、双方が並行して使用されている。
当初はCMバージョンが配信シングルとしてリリースされるのみであったが、反響が大きかったことを受けてCDシングル化されることとなった。CDシングルに収録されるフルバージョンは、Rihwaからのオファーを受けて高橋が自らプロデュースを担当する。高橋が他の歌手の楽曲プロデュースを行うのは初。
MVにはRihwaと同じ北海道出身のファッションモデル・八木アリサが出演している。

### 収録曲（Rihwa）
| #         | タイトル                                                            | 作詞・作曲 | 時間  |
| --------- | ------------------------------------------------------------------- | ---------- | ----- |
| 1.        | 「明日はきっといい日になる」(ダイハツ『キャスト スタイル』CMソング) | 高橋優     | 4:53  |
| 2.        | 「恋」                                                              | Rihwa      | 3:50  |
| 3.        | 「一歩ずつ」                                                        | Rihwa      | 3:52  |
| 合計時間: | 合計時間:                                                           | 合計時間:  | 12:36 |

## その他のカバー
- 天海春香（中村繪里子） - 2020年8月5日発売のアルバム『THE IDOLM@STER MASTER ARTIST 4 01 天海春香』に収録。